# Otto Roehm
Otto Frederick Roehm (Hamilton, 2 agosto 1882 – Buffalo, 29 aprile 1958) è stato un lottatore statunitense.

## Carriera
Partecipò alle gare di lotta dei pesi leggeri e dei pesi welter ai Giochi olimpici di Saint Louis 1904. Vinse la medaglia d'oro nella categoria pesi leggeri mentre nei welter fu sconfitto in semifinale da Bill Beckman.

## Palmarès
In carriera ha conseguito i seguenti risultati:
- Giochi olimpici

St. Louis 1904: una medaglia d'oro nella lotta libera categoria pesi leggeri.